# Arnenhorn
Arnenhorn är ett 2 211 meter högt berg på gränsen mellan kantonerna Bern och Vaud i Bernalperna i Schweiz. 